# 高野友和
高野 友和（たかの ともかず、1976年2月4日 - ）は、日本中央競馬会(JRA)・栗東トレーニングセンターに所属する調教師。福島県出身。

## 来歴
競馬とは無縁の家庭であり、中学時代に競馬好きの友人とテレビを見たのが競馬へのきっかけである。福島競馬場近くの福島県立福島高等学校から帯広畜産大学に進学し馬術部に入部。卒業後ノーザンファーム空港牧場に3年間勤務し、JRA競馬学校厩務員課程を経て、2002年から松田国英厩舎に所属。2010年に調教師免許取得、2011年開業。
2011年3月20日、阪神7Rでエーシンジャッカルが勝利し、厩舎開業から4戦目で初勝利を挙げた。
2014年の秋華賞でショウナンパンドラで重賞初制覇を果たすとともにGI初制覇を果たした。

## 調教師成績

### 概要
|            | 日付           | 競馬場・開催  | 競走名             | 馬名               | 頭数 | 人気 | 着順 |
| ---------- | -------------- | ------------- | ------------------ | ------------------ | ---- | ---- | ---- |
| 初出走     | 2011年3月6日   | 2回小倉4日1R  | 3歳未勝利          | ホクザンヴィリル   | 14頭 | 12   | 6着  |
| 初勝利     | 2011年3月20日  | 1回阪神8日7R  | 3歳500万下         | エーシンジャッカル | 16頭 | 2    | 1着  |
| 重賞初出走 | 2011年4月2日   | 2回阪神3日12R | 中山牝馬ステークス | ヒカルアマランサス | 18頭 | 2    | 9着  |
| GI初出走   | 2011年5月8日   | 2回東京6日11R | NHKマイルカップ    | エーシンジャッカル | 18頭 | 3    | 9着  |
| 重賞初勝利 | 2014年10月19日 | 4回京都5日11R | 秋華賞             | ショウナンパンドラ | 17頭 | 3    | 1着  |
| GI初勝利   | 2014年10月19日 | 4回京都5日11R | 秋華賞             | ショウナンパンドラ | 17頭 | 3    | 1着  |

## 主な管理馬

### GI級競走優勝馬
※括弧内は高野管理下における優勝重賞競走。太字はGI級競走。
- ショウナンパンドラ（2014年秋華賞、2015年オールカマー[3]、ジャパンカップ[4]）
- レイパパレ（2020年チャレンジカップ、2021年大阪杯）
- スタニングローズ（2022年フラワーカップ、紫苑ステークス、秋華賞、2024年エリザベス女王杯）
- ナミュール（2022年チューリップ賞、2023年富士ステークス、マイルチャンピオンシップ）
- ジャンタルマンタル（2023年デイリー杯2歳ステークス、朝日杯フューチュリティステークス、2024年NHKマイルカップ、2025年安田記念）

### その他重賞競走優勝馬
- シャイニングレイ（2014年ホープフルステークス、2017年CBC賞）
- ヒカルアマランサス（池江泰郎調教師引退に伴い高野厩舎へ転厩）
- クルーガー（2016年マイラーズカップ、2020年ダービー卿チャレンジトロフィー）
- ファンディーナ （2017年フラワーカップ）
- リバティハイツ （2018年フィリーズレビュー）
- フィアーノロマーノ （2019年ダービー卿チャレンジトロフィー、2020年京阪杯）
- アウィルアウェイ（2020年シルクロードステークス）
- センテリュオ（2020年オールカマー）
- エリザベスタワー（2021年チューリップ賞）
- ファルコニア（2022年京成杯オータムハンデキャップ）
- シングザットソング（2023年フィリーズレビュー）

出典: